# La Música No se Toca
La Música No Se Toca é o nono álbum de estúdio do cantor espanhol Alejandro Sanz, que foi lançado em 25 de Setembro de 2012 através da editora discográfica Universal Music Group. Sanz foi responsável pelas composições das 14 faixas, tendo composto ao lado de Noel Schajris na canção "Para Decirle Adiós", enquanto à produção exerceu ao lado de Julio Reyes.

## Singles
- "No Me Compares" foi lançado como primeiro single do álbum em 25 de julho de 2012.[5] A canção situou-se por uma semana na primeira colocação da tabela padrão da Espanha, publicada pela PROMUSICAE.[6]

- Em 17 de setembro de 2012, "Se Vende" foi selecionada como segundo single.[7] Falhando em tentar seguir o desempenho do anterior, alcançou a terceira posição do gráfico espanhol.[8]

- "Mi Marciana" foi lançada como terceiro single do álbum em 6 de dezembro de 2012. Em 21 de dezembro, ele lançou um vídeo com a letra da canção.

### Outras canções
A faixa título do álbum, "La Música No Se Toca" entrou na parada PROMUSICAE na posição #42.

## Lista de faixas
| Versão padrão |                                  |                |              |         |  |
| N.º           | Título                           | Compositor(es) | Produtor(es) | Duração |  |
| 1.            | "La Música No Se Toca"           | Sanz           | Sanz, Reyes  | 4:51    |  |
| 2.            | "Yo Te Traigo"                   | Sanz           | Sanz, Reyes  | 3:45    |  |
| 3.            | "No Me Compares"                 | Sanz           | Sanz, Reyes  | 4:42    |  |
| 4.            | "Llamando a la Mujer Acción"     | Sanz           | Sanz, Reyes  | 3:50    |  |
| 5.            | "Mi Marciana"                    | Sanz           | Sanz, Reyes  | 4:58    |  |
| 6.            | "Camino de Rosas"                | Sanz           | Sanz, Reyes  | 4:23    |  |
| 7.            | "Se Vende"                       | Sanz           | Sanz, Reyes  | 3:55    |  |
| 8.            | "Cómo Decir Sin Andar Diciendo"  | Sanz           | Sanz, Reyes  | 4:28    |  |
| 9.            | "Camino a Casa"                  | Sanz           | Sanz, Reyes  | 4:36    |  |
| 10.           | "Nena"                           | Sanz           | Sanz, Reyes  | 4:17    |  |
| 11.           | "Bailo Con Vos"                  | Sanz           | Sanz, Reyes  | 3:32    |  |
| 12.           | "Me Sumerjo"                     | Sanz           | Sanz, Reyes  | 3:51    |  |
| 13.           | "Para Decirle Adiós"             | Sanz, Schajris | Sanz, Reyes  | 5:13    |  |
| 14.           | "Down" (part. Fat Joe/Arsenelli) | Sanz           | Sanz, Reyes  | 4:26    |  |

| Bônus edição brasileira |                                        |                |              |         |  |
| N.º                     | Título                                 | Compositor(es) | Produtor(es) | Duração |  |
| 15.                     | "No Me Compares" (part. Ivete Sangalo) | Sanz           | Sanz, Reyes  | 4:42    |  |
| 16.                     | "Irrepetivel" (part. Ana Carolina)     | Sanz           | Sanz, Reyes  | 3:40    |  |
| 17.                     | "Bailo Con Vos" (part. Roberta Sá)     | Sanz           | Sanz, Reyes  | 3:21    |  |